# Ernest Bayer
Ernest Henry Bayer, ameriški veslač, * 27. september 1904, † 13. januar 1997.
Bayer je za Združene države Amerike nastopil kot član četverca brez krmarja na Poletnih olimpijskih igrah 1928 v Amsterdamu. Ameriški čoln je tam osvojil srebrno medaljo.  